# Kim Tae-yun
Pour les articles homonymes, voir Kim.
Dans ce nom, le nom de famille, Kim, précède le nom personnel coréen.
Kim Tae-yun, né le 28 septembre 1994 à Séoul, est un patineur de vitesse sud-coréen.

## Biographie
Kim fait ses débuts en compétition internationale en novembre 2013. Il participe en 2014 aux Jeux olympiques de Sotchi où il finit à la 30e place sur l'épreuve du 1000m. En septembre 2014, il finit 6e dans la finale B du 1000 m  à Salt Lake City. Son classement pour la saison 2013-2014 est 44e.

## Palmarès

### Jeux olympiques d'hiver
| Épreuve / Édition   | 500 mètres | 1 000 mètres                        | 1 500 mètres | 3 000 mètres | 5 000 mètres | Mass start | Poursuite par équipes |
| JO 2014 Sotchi      | —          | 30e                                 | —            | —            | —            | —          | —                     |
| JO 2018 Pyeongchang | —          | Médaille de bronze, Jeux olympiques | —            | —            | —            | —          | —                     |

Légende :
- : première place, médaille d'or
- : deuxième place, médaille d'argent
- : troisième place, médaille de bronze
- : pas d'épreuve
- — : Non disputée par le patineur
- DSQ : disqualifiée